# Hinganghat
Hinganghat är en stad i delstaten Maharashtra i västra Indien. Den är den näst största staden i distriktet Wardha och hade 101 805 invånare vid folkräkningen 2011. Hinganghat är administrativ huvudort för en tehsil (en kommunliknande enhet) med samma namn som staden.